# 4194 Sweitzer
A 4194 Sweitzer (ideiglenes jelöléssel 1982 RE) a Naprendszer kisbolygóövében található aszteroida. Edward L. G. Bowell fedezte fel 1982. szeptember 15-én.